# ماهواره‌بر قاصد
موشک ماهواره‌بر قاصد یک ماهواره‌بر سه مرحله‌ای ساخت صنایع هوافضای سپاه پاسداران جمهوری اسلامی ایران است که در تاریخ ۵ اردیبهشت ۱۳۹۹ ماهواره نور۱ را در مدار ۴۲۵ کیلومتری زمین قرار داد. سپس در تاریخ ۱۷ اسفند ۱۴۰۰ ماهواره نور٢  را در مدار ۵۰۰ کیلومتری زمین قرار داد و همچنین ماهواره نور٣ را در تاریخ ۵ مهر ۱۴۰٢ در مدار ۴۵۰ کیلومتری قرار داد.

## مشخصات
ماهواره‌بر قاصد اولین ماهواره‌بر ۳ مرحله ای ساخت ایران با پیشران کامپوزیتی الیاف کربن است که این نوع پیشران موجب کاهش شدید وزن حامل نسبت به حامل‌های فلزی گردیده‌است. این پرتابگر در مرحله اول خود از سوخت مایع و در دو مرحله دیگر نیز از سوخت جامد بهره می‌برد.

## واکنش‌ها

### واکنش مقامات ایرانی
در پی موفقیت پرتاب موفق ماهواره آذری جهرمی وزیر ارتباطات ضمن تبریک به سپاه در پیام خود در توئیتر نوشت: «سه هفته پیش بازدیدی از آخرین مراحل تولید پرتابگر مرحله‌ای سوخت جامد قاصد و ماهواره نور داشتم». همزمان محمد باقری، رئیس ستاد کل نیروهای مسلح ایران در پیامی ساخت و پرتاب موفقیت‌آمیز نخستین ماهواره نظامی را به رهبر ایران و سپاه پاسداران تبریک گفت، همچنین حسن روحانی بعد از یک روز پرتاب موفقیت‌آمیز ماهواره نور را به مقامات سپاه تبریک گفت.

### واکنش سایر کشورها

#### واکنش روسیه
ماریا زاخاروا سخنگوی وزارت خارجه روسیه در گفتگو با خبرنگاران در واکنش به موفقیت ایران در استقرار ماهواره نور در مدار زمین نیز تأکید کرد که این اقدام هیچ تناقضی با تصمیمات شورای امنیت سازمان ملل در خصوص برنامه هسته‌ای ایران ندارد.

#### واکنش آمریکا
مورگان اورتگاس سخنگوی وزارت خارجه آمریکا درواکنش به این پرتاب اعلام کرد که «آمریکا پرونده پرتاب ماهواره نظامی سپاه پاسداران را به شورای امنیت خواهد برد. پرتاب این ماهواره از نظر ایالات متحده نقض قطعنامه ۲۲۳۱ شورای امنیت سازمان ملل متحد است». همچنین مایک پومپئو، وزیر خارجه آمریکا دربارهٔ پیامدهای این اقدام به ایران هشدار داد و گفت: «ایران باید به خاطر پرتاب این ماهواره مسئول شناخته شود و پاسخگو باشد.»

#### واکنش آلمان
وزارت امور خارجه آلمان با انتشار بیانیه‌ای در صفحه توییترش به پرتاب ماهواره نور از سوی ایران واکنش نشان داد و با ابراز نگرانی از پرتاب موفقیت‌آمیز این ماهواره بیان کرد: موضع ما مشخص است؛ برنامه موشکی ایران تأثیر ثبات‌زدایی بر منطقه داشته و همچنین از نظر منافع امنیتی اروپایی ما غیرقابل قبول است.

#### واکنش فرانسه
وزارت خارجه فرانسه با اعلام نگرانی نسبت به برنامه موشکی ایران، آن را عامل نگرانی برای امنیت منطقه ای و بین‌المللی دانست.

## پرتاب های ماهواره بر قاصد
1. اولین پرتاب ماهواره بر قاصد ماهواره نور-۱بود که در اردیبهشت ماه سال ۱۳۹۹ انجام پذیرفت و ماهواره نور-۱ با موفقیت در مدار ۴۲۵ کیلومتری زمین قرار گرفت.
2. در تاریخ ۱۷ اسفند ۱۴۰۰ خورشیدی نیز ماهواره نور-۲ توسط ماهواره بر قاصد با موفقیت در مدار ۵۰۰ کیلومتری زمین قرار گرفت.
3. ماهواره نور-۳ نیز توسط ماهواره بر قاصد در مهر ماه سال ۱۴۰٢ خورشیدی با موفقیت در مدار  ۴۵۰ کیلومتری زمین قرار گرفت.
4. صبح دوشنبه ۳۰ تیر ماه ۱۴۰۴ یک آزمون زیرمداری توسط ماهواره‌بر قاصد با هدف ارزیابی برخی فناوری‌های جدید در حال توسعه صنعت فضایی ایران انجام گرفت.[۱۰][۱۱]

## قطعنامه ۲۲۳۱ شورای امنیت
کدخدایی، عضو حقوقدان شورای نگهبان، گفت که قطعنامهٔ ۲۲۳۱ شورای امنیت، فعالیت‌های موشکی را به‌طور مطلق منع نمی‌کند و ادعای مقامات آمریکایی و اروپایی دربارهٔ ماهواره نور فاقد وجاهت حقوقی است. بعد از توافق هسته‌ای و به منظور لغو تحریم‌ها شورای امنیت سازمان ملل قطعنامه ۲۲۳۱ را صادر کرد که براساس آن از ایران درخواست شده تا از آزمایش موشک‌های بالستیک که به منظور حمل کلاهک اتمی طراحی شده‌اند، خودداری نماید.